# Temporada 1973 de Fórmula 1
La temporada 1973 de Fórmula 1 fue la 24.ª edición del campeonato de Fórmula 1 de la FIA. El calendario de esta temporada estuvo formado por 15 Grandes Premios desde enero hasta octubre. Jackie Stewart ganó su tercer y último campeonato mundial en la que fue su temporada de retiro. Por otro lado, Lotus-Ford ganó el mundial de constructores, el sexto del equipo británico.

## Escuderías y pilotos
La siguiente tabla muestra los pilotos confirmados oficialmente por sus escuderías para el Mundial 1973 de Fórmula 1.
| Escudería                                                                 | Chasis       | Chasis          | Motor                                        | Neu. | Piloto               | Rondas              |
| ------------------------------------------------------------------------- | ------------ | --------------- | -------------------------------------------- | ---- | -------------------- | ------------------- |
| John Player Team Lotus                                                    | Lotus        | 72D 72E         | Ford Cosworth DFV 3.0 V8                     | G    | Emerson Fittipaldi   | Todos               |
| John Player Team Lotus                                                    | Lotus        | 72D 72E         | Ford Cosworth DFV 3.0 V8                     | G    | Ronnie Peterson      | Todos               |
| Elf Team Tyrrell                                                          | Tyrrell      | 005 006         | Ford Cosworth DFV 3.0 V8                     | G    | Jackie Stewart       | Todos               |
| Elf Team Tyrrell                                                          | Tyrrell      | 005 006         | Ford Cosworth DFV 3.0 V8                     | G    | François Cevert      | Todos               |
| Elf Team Tyrrell                                                          | Tyrrell      | 005 006         | Ford Cosworth DFV 3.0 V8                     | G    | Chris Amon           | 14-15               |
| Motor Racing Developments Ceramica Pagnossin MRD                          | Brabham      | BT37 BT42       | Ford Cosworth DFV 3.0 V8                     | G    | Carlos Reutemann     | Todos               |
| Motor Racing Developments Ceramica Pagnossin MRD                          | Brabham      | BT37 BT42       | Ford Cosworth DFV 3.0 V8                     | G    | Wilson Fittipaldi    | Todos               |
| Motor Racing Developments Ceramica Pagnossin MRD                          | Brabham      | BT37 BT42       | Ford Cosworth DFV 3.0 V8                     | G    | Andrea de Adamich    | 4-6, 8-9            |
| Motor Racing Developments Ceramica Pagnossin MRD                          | Brabham      | BT37 BT42       | Ford Cosworth DFV 3.0 V8                     | G    | Rolf Stommelen       | 11-14               |
| Motor Racing Developments Ceramica Pagnossin MRD                          | Brabham      | BT37 BT42       | Ford Cosworth DFV 3.0 V8                     | G    | John Watson          | 9, 15               |
| Yardley Team McLaren                                                      | McLaren      | M19A M19C M23   | Ford Cosworth DFV 3.0 V8                     | G    | Denny Hulme          | Todos               |
| Yardley Team McLaren                                                      | McLaren      | M19A M19C M23   | Ford Cosworth DFV 3.0 V8                     | G    | Peter Revson         | 1-7, 9-15           |
| Yardley Team McLaren                                                      | McLaren      | M19A M19C M23   | Ford Cosworth DFV 3.0 V8                     | G    | Jody Scheckter       | 3, 8-9, 14-15       |
| Yardley Team McLaren                                                      | McLaren      | M19A M19C M23   | Ford Cosworth DFV 3.0 V8                     | G    | Jacky Ickx           | 11                  |
| Scuderia Ferrari SpA SEFAC                                                | Ferrari      | 312B2 312B3     | Ferrari 001/1 3.0 F12 Ferrari 001/11 3.0 F12 | G    | Jacky Ickx           | 1-9, 13             |
| Scuderia Ferrari SpA SEFAC                                                | Ferrari      | 312B2 312B3     | Ferrari 001/1 3.0 F12 Ferrari 001/11 3.0 F12 | G    | Arturo Merzario      | 1-3, 6, 8, 12-15    |
| Clarke-Mordaunt-Guthrie Racing Team Pierre Robert                         | March        | 721G 731        | Ford Cosworth DFV 3.0 V8                     | F G  | Mike Beuttler        | 1-7, 9-15           |
| Clarke-Mordaunt-Guthrie Racing Team Pierre Robert                         | March        | 721G 731        | Ford Cosworth DFV 3.0 V8                     | F G  | Reine Wisell         | 7-8                 |
| STP March Racing Team March Racing Team                                   | March        | 721G 731        | Ford Cosworth DFV 3.0 V8                     | G    | Jean-Pierre Jarier   | 1-3, 5-8, 12, 14-15 |
| STP March Racing Team March Racing Team                                   | March        | 721G 731        | Ford Cosworth DFV 3.0 V8                     | G    | Henri Pescarolo      | 4                   |
| STP March Racing Team March Racing Team                                   | March        | 721G 731        | Ford Cosworth DFV 3.0 V8                     | G    | Roger Williamson     | 9-10                |
| Team Surtees Brooke Bond Oxo Team Surtees Ceramica Pagnossin Team Surtees | Surtees      | TS9A TS9B TS14A | Ford Cosworth DFV 3.0 V8                     | F    | Mike Hailwood        | Todos               |
| Team Surtees Brooke Bond Oxo Team Surtees Ceramica Pagnossin Team Surtees | Surtees      | TS9A TS9B TS14A | Ford Cosworth DFV 3.0 V8                     | F    | Carlos Pace          | Todos               |
| Team Surtees Brooke Bond Oxo Team Surtees Ceramica Pagnossin Team Surtees | Surtees      | TS9A TS9B TS14A | Ford Cosworth DFV 3.0 V8                     | F    | Luiz Bueno           | 2                   |
| Team Surtees Brooke Bond Oxo Team Surtees Ceramica Pagnossin Team Surtees | Surtees      | TS9A TS9B TS14A | Ford Cosworth DFV 3.0 V8                     | F    | Andrea de Adamich    | 3                   |
| Team Surtees Brooke Bond Oxo Team Surtees Ceramica Pagnossin Team Surtees | Surtees      | TS9A TS9B TS14A | Ford Cosworth DFV 3.0 V8                     | F    | Jochen Mass          | 9, 11, 15           |
| Marlboro BRM                                                              | BRM          | P160C P160D     | BRM P142 3.0 V12                             | F    | Jean-Pierre Beltoise | Todos               |
| Marlboro BRM                                                              | BRM          | P160C P160D     | BRM P142 3.0 V12                             | F    | Clay Regazzoni       | 1-13, 15            |
| Marlboro BRM                                                              | BRM          | P160C P160D     | BRM P142 3.0 V12                             | F    | Niki Lauda           | Todos               |
| Marlboro BRM                                                              | BRM          | P160C P160D     | BRM P142 3.0 V12                             | F    | Peter Gethin         | 14                  |
| Frank Williams Racing Cars                                                | Iso-Marlboro | FX3B IR         | Ford Cosworth DFV 3.0 V8                     | F    | Nanni Galli          | 1-2, 4-6            |
| Frank Williams Racing Cars                                                | Iso-Marlboro | FX3B IR         | Ford Cosworth DFV 3.0 V8                     | F    | Howden Ganley        | Todos               |
| Frank Williams Racing Cars                                                | Iso-Marlboro | FX3B IR         | Ford Cosworth DFV 3.0 V8                     | F    | Jackie Pretorius     | 3                   |
| Frank Williams Racing Cars                                                | Iso-Marlboro | FX3B IR         | Ford Cosworth DFV 3.0 V8                     | F    | Tom Belsø            | 7                   |
| Frank Williams Racing Cars                                                | Iso-Marlboro | FX3B IR         | Ford Cosworth DFV 3.0 V8                     | F    | Henri Pescarolo      | 8, 11               |
| Frank Williams Racing Cars                                                | Iso-Marlboro | FX3B IR         | Ford Cosworth DFV 3.0 V8                     | F    | Graham McRae         | 9                   |
| Frank Williams Racing Cars                                                | Iso-Marlboro | FX3B IR         | Ford Cosworth DFV 3.0 V8                     | F    | Gijs van Lennep      | 10, 12-13           |
| Frank Williams Racing Cars                                                | Iso-Marlboro | FX3B IR         | Ford Cosworth DFV 3.0 V8                     | F    | Tim Schenken         | 14                  |
| Frank Williams Racing Cars                                                | Iso-Marlboro | FX3B IR         | Ford Cosworth DFV 3.0 V8                     | F    | Jacky Ickx           | 15                  |
| UOP Shadow Racing Team                                                    | Shadow       | DN1             | Ford Cosworth DFV 3.0 V8                     | G    | Jackie Oliver        | 3-15                |
| UOP Shadow Racing Team                                                    | Shadow       | DN1             | Ford Cosworth DFV 3.0 V8                     | G    | George Follmer       | 3-15                |
| UOP Shadow Racing Team                                                    | Shadow       | DN1             | Ford Cosworth DFV 3.0 V8                     | G    | Brian Redman         | 15                  |
| Scribante Lucky Strike Racing                                             | Lotus        | 72D             | Ford Cosworth DFV 3.0 V8                     | F    | Dave Charlton        | 3                   |
| Blignaut Lucky Strike Racing                                              | Tyrrell      | 004             | Ford Cosworth DFV 3.0 V8                     | G    | Eddie Keizan         | 3                   |
| Embassy Racing                                                            | Shadow       | DN1             | Ford Cosworth DFV 3.0 V8                     | G    | Graham Hill          | 4-15                |
| Martini Racing Team                                                       | Tecno        | PA123/6         | Tecno Series-P 3.0 F12                       | F    | Chris Amon           | 5-6, 9-10, 12       |
| LEC Refrigeration Racing                                                  | March        | 731             | Ford Cosworth DFV 3.0 V8                     | G    | David Purley         | 6, 9-11, 13         |
| Hesketh Racing                                                            | March        | 731             | Ford Cosworth DFV 3.0 V8                     | G    | James Hunt           | 6, 8-10, 12-15      |
| Team Ensign                                                               | Ensign       | N173            | Ford Cosworth DFV 3.0 V8                     | F    | Rikky von Opel       | 8-10, 12-15         |

## Resultados
| Carrera                           | Fecha            | Circuito             | Piloto ganador     | Constructor ganador | Resultados |
| --------------------------------- | ---------------- | -------------------- | ------------------ | ------------------- | ---------- |
| Gran Premio de Argentina          | 28 de enero      | Buenos Aires         | Emerson Fittipaldi | Lotus               | Resultados |
| Gran Premio de Brasil             | 11 de febrero    | Interlagos           | Emerson Fittipaldi | Lotus               | Resultados |
| Gran Premio de Sudáfrica          | 3 de marzo       | Kyalami              | Jackie Stewart     | Tyrrell             | Resultados |
| Gran Premio de España             | 29 de abril      | Montjuïc             | Emerson Fittipaldi | Lotus               | Resultados |
| Gran Premio de Bélgica            | 20 de mayo       | Zolder               | Jackie Stewart     | Tyrrell             | Resultados |
| Gran Premio de Mónaco             | 3 de junio       | Mónaco               | Jackie Stewart     | Tyrrell             | Resultados |
| Gran Premio de Suecia             | 17 de junio      | Scandinavian Raceway | Denny Hulme        | McLaren             | Resultados |
| Gran Premio de Francia            | 1 de julio       | Paul Ricard          | Ronnie Peterson    | Lotus               | Resultados |
| Gran Premio de Gran Bretaña       | 14 de julio      | Silverstone          | Peter Revson       | McLaren             | Resultados |
| Gran Premio de los Países Bajos   | 29 de julio      | Zandvoort            | Jackie Stewart     | Tyrrell             | Resultados |
| Gran Premio de Alemania           | 5 de agosto      | Nürburgring          | Jackie Stewart     | Tyrrell             | Resultados |
| Gran Premio de Austria            | 19 de agosto     | Österreichring       | Ronnie Peterson    | Lotus               | Resultados |
| Gran Premio de Italia             | 9 de septiembre  | Monza                | Ronnie Peterson    | Lotus               | Resultados |
| Gran Premio de Canadá             | 23 de septiembre | Mosport Park         | Peter Revson       | McLaren             | Resultados |
| Gran Premio de los Estados Unidos | 7 de octubre     | Watkins Glen         | Ronnie Peterson    | Lotus               | Resultados |

## Clasificaciones

### Sistema de puntuación
- Puntuaban los seis primeros de cada carrera.
- Para la cuenta final del campeonato solamente se contaron los siete mejores resultados de las ocho primeras carreras e igualmente los mejores seis de las siete restantes.
- Para el campeonato de constructores, sumaba el mejor clasificado, aunque sea equipo privado.

| Posición | 1.º | 2.º | 3.º | 4.º | 5.º | 6.º |
| Puntos   | 9   | 6   | 4   | 3   | 2   | 1   |

### Campeonato de Pilotos
| Pos. | Piloto               | ARG | BRA | RSA | ESP | BEL | MON | SWE | FRA | GBR | NED | GER | AUT | ITA | CAN | USA | Puntos |
| ---- | -------------------- | --- | --- | --- | --- | --- | --- | --- | --- | --- | --- | --- | --- | --- | --- | --- | ------ |
| 1    | Jackie Stewart       | 3   | 2   | 1   | Ret | 1   | 1   | 5   | 4   | 10  | 1   | 1   | 2   | 4   | 5   | DNS | 71     |
| 2    | Emerson Fittipaldi   | 1   | 1   | 3   | 1   | 3   | 2   | 12  | Ret | Ret | Ret | 6   | Ret | 2   | 2   | 6   | 55     |
| 3    | Ronnie Peterson      | Ret | Ret | 11  | Ret | Ret | 3   | 2   | 1   | 2   | 11  | Ret | 1   | 1   | Ret | 1   | 52     |
| 4    | François Cevert      | 2   | 10  | NC  | 2   | 2   | 4   | 3   | 2   | 5   | 2   | 2   | Ret | 5   | Ret | DNS | 47     |
| 5    | Peter Revson         | 8   | Ret | 2   | 4   | Ret | 5   | 7   |     | 1   | 4   | 9   | Ret | 3   | 1   | 5   | 38     |
| 6    | Denny Hulme          | 5   | 3   | 5   | 6   | 7   | 6   | 1   | 8   | 3   | Ret | 12  | 8   | 15  | 13  | 4   | 26     |
| 7    | Carlos Reutemann     | Ret | 11  | 7   | Ret | Ret | Ret | 4   | 3   | 6   | Ret | Ret | 4   | 6   | 8   | 3   | 16     |
| 8    | James Hunt           |     |     |     |     |     | 9   |     | 6   | 4   | 3   |     | Ret | DNS | 7   | 2   | 14     |
| 9    | Jacky Ickx           | 4   | 5   | Ret | 12  | Ret | Ret | 6   | 5   | 8   |     | 3   |     | 8   |     | 7   | 12     |
| 10   | Jean-Pierre Beltoise | Ret | Ret | Ret | 5   | Ret | Ret | Ret | 11  | Ret | 5   | Ret | 5   | 13  | 4   | 9   | 9      |
| 11   | Carlos Pace          | Ret | Ret | Ret | Ret | 8   | Ret | 10  | 13  | Ret | 7   | 4   | 3   | Ret | 18  | Ret | 7      |
| 12   | Arturo Merzario      | 9   | 4   | 4   |     |     | Ret |     | 7   |     |     |     | 7   | Ret | 15  | 16  | 6      |
| 13   | George Follmer       |     |     | 6   | 3   | Ret | DNS | 14  | Ret | Ret | 10  | Ret | Ret | 10  | 17  | 14  | 5      |
| 14   | Jackie Oliver        |     |     | Ret | Ret | Ret | 10  | Ret | Ret | Ret | Ret | 8   | Ret | 11  | 3   | 15  | 4      |
| 15   | Andrea de Adamich    |     |     | 8   | Ret | 4   | 7   |     | Ret | Ret |     |     |     |     |     |     | 3      |
| =    | Wilson Fittipaldi    | 6   | Ret | Ret | 10  | Ret | 11  | Ret | 16  | Ret | Ret | 5   | Ret | Ret | 11  | NC  | 3      |
| 17   | Niki Lauda           | Ret | 8   | Ret | Ret | 5   | Ret | 13  | 9   | 12  | Ret | Ret | DNS | Ret | Ret | Ret | 2      |
| =    | Clay Regazzoni       | 7   | 6   | Ret | 9   | 10  | Ret | 9   | 12  | 7   | 8   | Ret | 6   | Ret |     | 8   | 2      |
| 19   | Chris Amon           |     |     |     |     | 6   | Ret |     |     | Ret | Ret |     | DNS |     | 10  | DNS | 1      |
| =    | Gijs van Lennep      |     |     |     |     |     |     |     |     |     | 6   |     | 9   | Ret |     |     | 1      |
| =    | Howden Ganley        | NC  | 7   | 10  | Ret | Ret | Ret | 11  | 14  | 9   | 9   | DNS | NC  | NC  | 6   | 12  | 1      |
| NC   | Mike Hailwood        | Ret | Ret | Ret | Ret | Ret | 8   | Ret | Ret | Ret | Ret | 14  | 10  | 7   | 9   | Ret | 0      |
| NC   | Mike Beuttler        | 10  | Ret | NC  | 7   | 11  | Ret | 8   |     | 11  | Ret | 16  | Ret | Ret | Ret | 10  | 0      |
| NC   | Jochen Mass          |     |     |     |     |     |     |     |     | Ret |     | 7   |     |     |     | Ret | 0      |
| NC   | Henri Pescarolo      |     |     |     | 8   |     |     |     | Ret |     |     | 10  |     |     |     |     | 0      |
| NC   | Graham Hill          |     |     |     | Ret | 9   | Ret | Ret | 10  | Ret | NC  | 13  | Ret | 14  | 16  | 13  | 0      |
| NC   | Nanni Galli          | Ret | 9   |     | 11  | Ret | Ret |     |     |     |     |     |     |     |     |     | 0      |
| NC   | David Purley         |     |     |     |     |     | Ret |     |     | DNS | Ret | 15  |     | 9   |     |     | 0      |
| NC   | Jody Scheckter       |     |     | 9   |     |     |     |     | Ret | Ret |     |     |     |     | Ret | Ret | 0      |
| NC   | Rolf Stommelen       |     |     |     |     |     |     |     |     |     |     | 11  | Ret | 12  | 12  |     | 0      |
| NC   | Jean-Pierre Jarier   | Ret | Ret | NC  |     | Ret | Ret | Ret | Ret |     |     |     | Ret |     | NC  | 11  | 0      |
| NC   | Luiz Bueno           |     | 12  |     |     |     |     |     |     |     |     |     |     |     |     |     | 0      |
| NC   | Rikky von Opel       |     |     |     |     |     |     |     | 15  | 13  | DNS |     | Ret | Ret | NC  | Ret | 0      |
| NC   | Tim Schenken         |     |     |     |     |     |     |     |     |     |     |     |     |     | 14  |     | 0      |
| NC   | Eddie Keizan         |     |     | NC  |     |     |     |     |     |     |     |     |     |     |     |     | 0      |
| NC   | Roger Williamson     |     |     |     |     |     |     |     |     | Ret | Ret |     |     |     |     |     | 0      |
| NC   | John Watson          |     |     |     |     |     |     |     |     | Ret |     |     |     |     |     | Ret | 0      |
| NC   | Reine Wisell         |     |     |     |     |     |     | DNS | Ret |     |     |     |     |     |     |     | 0      |
| NC   | Dave Charlton        |     |     | Ret |     |     |     |     |     |     |     |     |     |     |     |     | 0      |
| NC   | Jackie Pretorius     |     |     | Ret |     |     |     |     |     |     |     |     |     |     |     |     | 0      |
| NC   | Graham McRae         |     |     |     |     |     |     |     |     | Ret |     |     |     |     |     |     | 0      |
| NC   | Peter Gethin         |     |     |     |     |     |     |     |     |     |     |     |     |     | Ret |     | 0      |
| NC   | Brian Redman         |     |     |     |     |     |     |     |     |     |     |     |     |     |     | DSQ | 0      |
| NC   | Tom Belsø            |     |     |     |     |     |     | DNS |     |     |     |     |     |     |     |     | 0      |
| Pos. | Piloto               | ARG | BRA | RSA | ESP | BEL | MON | SWE | FRA | GBR | NED | GER | AUT | ITA | CAN | USA | Puntos |

| Color      | Resultado                          |
| ---------- | ---------------------------------- |
| Oro        | Ganador                            |
| Plata      | 2.º puesto                         |
| Bronce     | 3.er puesto                        |
| Verde      | Finalizó en los puntos             |
| Azul       | Finalizó sin puntos                |
| Azul       | NC - No clasificado                |
| Violeta    | Ret - No terminó                   |
| Rojo       | DNQ - No se clasificó              |
| Rojo       | DNPQ - No se preclasificó          |
| Negro      | DSQ - Descalificado                |
| Blanco     | DNS - No empezó                    |
| Blanco     | WD - Retirado                      |
| Blanco     | C - Carrera cancelada              |
| Azul claro | TD - Entrenamientos libres (2003-) |
| Sin color  | DNP - Inscrito, pero no participó  |
| Sin color  | INJ - Inscrito, pero lesionado     |
| Sin color  | EX - Excluido                      |

| Estado  | Resultado                                                                             |
| ------- | ------------------------------------------------------------------------------------- |
| Negrita | Pole position                                                                         |
| Cursiva | Vuelta rápida                                                                         |
| 1-8     | Posiciones puntuables de clasificación sprint (2021-)                                 |
| †       | No acabó el Gran Premio, pero fue clasificado ya que completó el porcentaje necesario |
| ‡       | Monoplaza compartido                                                                  |
| ~       | Se otorgó la mitad de puntos ya que no se cumplió con el 75% de la carrera            |
| ≠       | No obtuvo puntos ya que era piloto invitado                                           |
| F2      | Inscrito para carrera de Fórmula 2, no sumaba puntos                                  |

### Estadísticas del Campeonato de Pilotos
| Pos. | Piloto               | N.º | País          | Puntos | Victorias | Podios | Poles |
| ---- | -------------------- | --- | ------------- | ------ | --------- | ------ | ----- |
| 1    | Jackie Stewart       | 5   | Reino Unido   | 71     | 5         | 8      | 3     |
| 2    | Emerson Fittipaldi   | 1   | Brasil        | 55     | 3         | 8      | 1     |
| 3    | Ronnie Peterson      | 2   | Suecia        | 52     | 4         | 7      | 9     |
| 4    | François Cevert      | 6   | Francia       | 47     |           | 7      |       |
| 5    | Peter Revson         | 8   | EE. UU.       | 38     | 2         | 4      |       |
| 6    | Denny Hulme          | 7   | Nueva Zelanda | 26     | 1         | 3      | 1     |
| 7    | Carlos Reutemann     | 10  | Argentina     | 16     |           | 2      |       |
| 8    | James Hunt           | 27  | Reino Unido   | 14     |           | 2      |       |
| 9    | Jacky Ickx           | 26  | Bélgica       | 12     |           | 1      |       |
| 10   | Jean Pierre Beltoise | 20  | Francia       | 9      |           |        |       |
| 11   | Carlos Pace          | 24  | Brasil        | 7      |           | 1      |       |
| 12   | Arturo Merzario      | 4   | Italia        | 6      |           |        |       |
| 13   | George Follmer       | 16  | EE. UU.       | 5      |           | 1      |       |
| 14   | Jackie Oliver        | 17  | Reino Unido   | 4      |           | 1      |       |
| 15   | Wilson Fittipaldi    | 11  | Brasil        | 3      |           |        |       |
| 16   | Andrea de Adamich    | 9   | Italia        | 3      |           |        |       |
| 17   | Clay Regazzoni       | 19  | Suiza         | 2      |           |        | 1     |
| 18   | Niki Lauda           | 21  | Austria       | 2      |           |        |       |
| 19   | Howden Ganley        | 25  | Nueva Zelanda | 1      |           |        |       |
| 20   | Gijs van Lennep      | 26  | Países Bajos  | 1      |           |        |       |
| 21   | Chris Amon           | 29  | Nueva Zelanda | 1      |           |        |       |
| NC   | Mike Hailwood        | 23  | Reino Unido   |        |           |        |       |
| NC   | Peter Gethin         | 14  | Reino Unido   |        |           |        |       |
| NC   | Jochen Mass          | 30  | Alemania      |        |           |        |       |
| NC   | Rikky von Opel       | 28  | Liechtenstein |        |           |        |       |
| NC   | Roger Williamson     | 14  | Reino Unido   |        |           |        |       |
| NC   | Rolf Stommelen       | 9   | Alemania      |        |           |        |       |
| NC   | Tim Schenken         | 26  | Australia     |        |           |        |       |
| NC   | Nanni Galli          | 26  | Italia        |        |           |        |       |
| NC   | Reine Wisell         | 15  | Suecia        |        |           |        |       |
| NC   | Eddie Keizan         | 26  | Sudáfrica     |        |           |        |       |
| NC   | Dave Charlton        | 25  | Sudáfrica     |        |           |        |       |
| NC   | John Watson          | 9   | Reino Unido   |        |           |        |       |
| NC   | David Purley         | 29  | Reino Unido   |        |           |        |       |
| NC   | Mike Beuttler        | 15  | EE. UU.       |        |           |        |       |
| NC   | Brian Redman         | 31  | Reino Unido   |        |           |        |       |
| NC   | Graham Hill          | 12  | Reino Unido   |        |           |        |       |
| NC   | Graham McRae         | 26  | Nueva Zelanda |        |           |        |       |
| NC   | Henri Pescarolo      | 26  | Francia       |        |           |        |       |
| NC   | Jackie Pretorius     | 20  | Sudáfrica     |        |           |        |       |
| NC   | Jean-Pierre Jarier   | 18  | Francia       |        |           |        |       |
| NC   | Jody Scheckter       | 0   | Sudáfrica     |        |           |        |       |

### Campeonato de Constructores
| Pos. | Constructor       | ARG | BRA | RSA | ESP | BEL | MON | SWE | FRA | GBR | NED | GER | AUT | ITA | CAN | USA | Puntos  |
| ---- | ----------------- | --- | --- | --- | --- | --- | --- | --- | --- | --- | --- | --- | --- | --- | --- | --- | ------- |
| 1    | Lotus-Ford        | 1   | 1   | 3   | 1   | (3) | 2   | 2   | 1   | 2   | 11  | 6   | 1   | 1   | 2   | 1   | 92 (96) |
| 2    | Tyrrell-Ford      | 2   | 2   | 1   | 2   | 1   | 1   | (3) | 2   | 5   | 1   | 1   | 2   | 4   | 5   | DNS | 82 (86) |
| 3    | McLaren-Ford      | 5   | 3   | 2   | 4   | 7   | 5   | 1   | 8   | 1   | 4   | 3   | 8   | 3   | 1   | 4   | 58      |
| 4    | Brabham-Ford      | 6   | 11  | 7   | 10  | 4   | 7   | 4   | 3   | 6   | Ret | 5   | 4   | 6   | 8   | 3   | 22      |
| 5    | March-Ford        | 10  | Ret | NC  | 7   | 11  | 9   | 8   | 6   | 4   | 3   | 15  | Ret | 9   | 7   | 2   | 14      |
| 6    | Ferrari           | 4   | 4   | 4   | 12  | Ret | Ret | 6   | 5   | 8   | WD  | WD  | 7   | 8   | 15  | 16  | 12      |
| 7    | BRM               | 7   | 6   | Ret | 5   | 5   | Ret | 9   | 9   | 7   | 5   | Ret | 5   | 13  | 4   | 8   | 12      |
| 8    | Shadow-Ford       |     | WD  | 6   | 3   | 9   | 10  | 14  | 10  | Ret | 10  | 8   | Ret | 10  | 3   | 13  | 9       |
| 9    | Surtees-Ford      | Ret | 12  | 8   | Ret | 8   | 8   | 10  | 13  | Ret | 7   | 4   | 3   | 7   | 9   | Ret | 7       |
| 10   | Iso-Marlboro-Ford | NC  | 7   | 10  | 11  | Ret | Ret | 11  | 14  | 9   | 6   | 10  | 9   | NC  | 6   | 7   | 2       |
| 11   | Tecno             |     |     |     |     | 6   | Ret | WD  | WD  | Ret | Ret | WD  | DNS | WD  |     |     | 1       |
| NC   | Ensign-Ford       |     |     |     | WD  | WD  |     | WD  | 15  | 13  | DNS | WD  | Ret | Ret | NC  | Ret | 0       |
| Pos. | Constructor       | ARG | BRA | RSA | ESP | BEL | MON | SWE | FRA | GBR | NED | GER | AUT | ITA | CAN | USA | Puntos  |

| Color      | Resultado                          |
| ---------- | ---------------------------------- |
| Oro        | Ganador                            |
| Plata      | 2.º puesto                         |
| Bronce     | 3.er puesto                        |
| Verde      | Finalizó en los puntos             |
| Azul       | Finalizó sin puntos                |
| Azul       | NC - No clasificado                |
| Violeta    | Ret - No terminó                   |
| Rojo       | DNQ - No se clasificó              |
| Rojo       | DNPQ - No se preclasificó          |
| Negro      | DSQ - Descalificado                |
| Blanco     | DNS - No empezó                    |
| Blanco     | WD - Retirado                      |
| Blanco     | C - Carrera cancelada              |
| Azul claro | TD - Entrenamientos libres (2003-) |
| Sin color  | DNP - Inscrito, pero no participó  |
| Sin color  | INJ - Inscrito, pero lesionado     |
| Sin color  | EX - Excluido                      |

| Estado  | Resultado                                                                             |
| ------- | ------------------------------------------------------------------------------------- |
| Negrita | Pole position                                                                         |
| Cursiva | Vuelta rápida                                                                         |
| 1-8     | Posiciones puntuables de clasificación sprint (2021-)                                 |
| †       | No acabó el Gran Premio, pero fue clasificado ya que completó el porcentaje necesario |
| ‡       | Monoplaza compartido                                                                  |
| ~       | Se otorgó la mitad de puntos ya que no se cumplió con el 75% de la carrera            |
| ≠       | No obtuvo puntos ya que era piloto invitado                                           |
| F2      | Inscrito para carrera de Fórmula 2, no sumaba puntos                                  |

### Estadísticas del Campeonato de Constructores
| Pos. | Constructor       | Puntos  | Victorias | Podios | Poles |
| ---- | ----------------- | ------- | --------- | ------ | ----- |
| 1    | Lotus-Ford        | 92 (96) | 7         | 15     | 10    |
| 2    | Tyrrell-Ford      | 82 (86) | 5         | 15     | 3     |
| 3    | McLaren-Ford      | 58      | 3         | 8      | 1     |
| 4    | Brabham-Ford      | 22      |           | 2      |       |
| 5    | March-Ford        | 14      |           | 2      |       |
| 6    | Ferrari           | 12      |           |        |       |
| 7    | BRM               | 12      |           |        | 1     |
| 8    | Shadow-Ford       | 9       |           | 2      |       |
| 9    | Surtees-Ford      | 7       |           | 1      |       |
| 10   | Iso-Marlboro-Ford | 2       |           |        |       |
| 11   | Tecno             | 1       |           |        |       |
| NC   | Ensign-Ford       |         |           |        |       |

## Carreras fuera del campeonato
En 1973 se realizaron dos carreras de Fórmula 1 no puntuables para el campeonato mundial.
| Carrera                   | Circuito     | Fecha       | Piloto ganador | Constructor ganador       | Resultados |
| ------------------------- | ------------ | ----------- | -------------- | ------------------------- | ---------- |
| Carrera de Campeones      | Brands Hatch | 18 de marzo | Peter Gethin   | Chevron-Chevrolet (F5000) | Resultados |
| BRDC International Trophy | Silverstone  | 8 de abril  | Jackie Stewart | Tyrrell-Ford              | Resultados |